# Greed Corp
Greed Corp is een arcade-videospel ontwikkeld door W!Games. Het werd uitgebracht door Valcon Games op 24 februari 2010 voor op de Xbox 360 en PlayStation 3. Later kwam het spel ook nog uit voor de pc.

## Platforms
| Jaar | Platform                         |
| ---- | -------------------------------- |
| 2010 | PlayStation 3, Windows, Xbox 360 |
| 2011 | Android, OS X, iPad, iPhone      |

## Ontvangst
| Beoordeeld door       | Platform      | Datum            | Score |
| --------------------- | ------------- | ---------------- | ----- |
| 9lives                | Xbox 360      | 7 maart 2010     | 88%   |
| IGN                   | Xbox 360      | 24 februari 2010 | 88%   |
| PlayStation Lifestyle | PlayStation 3 | 5 maart 2010     | 80%   |
| GameSpot              | PlayStation 3 | 8 maart 2010     | 80%   |
| Resolution Magazine   | Windows       | 14 december 2010 | 80%   |
| Gamer.nl              | PlayStation 3 | 28 februari 2010 | 80%   |
| Go Fanboy             | PlayStation 3 | 1 maart 2010     | 70%   |
| Gameswelt             | Windows       | 20 december 2010 | 69%   |
| HonestGamers          | Xbox 360      | 20 maart 2010    | 60%   |
| Gamedot               | Windows       | 19 december 2010 | 60%   |